# Björn Ståbi
Björn Erik Ståbi, född 22 februari 1940 i Solna församling, död 21 december 2020  i Färila distrikt i Ljusdals kommun i Hälsingland, var en svensk riksspelman, målare och tecknare.

## Biografi
Björn Ståbi började tidigt spela fiol, först med fadern Erik som lärare. Denne, som kom från Orsa, var verksam i bland annat Dalaföreningens spelmanslag i Stockholm, och därigenom kom Björn Ståbi i kontakt med Hans Börtas från Rättvik, som blev hans första spelmanskamrat. I Stockholm fanns många spelmän, både från Dalarna och från Hälsingland, men den stora förebilden var Gössa Anders Andersson, som han besökte när familjen Ståbi var på hembesök i Orsa. 1961 spelade han upp för Zorn-juryn i Östersund, fick silvermärke och blev riksspelman på första försöket. 1963 flyttade han till Korskrogen i Färila, där han snart blev spelledare för spelmanslaget, och fick användning för sin hälsingerepertoar.
Första skivinspelningarna och turnéerna skedde tillsammans med Ole Hjorth, ibland med gruppen Herr T och hans spelmän. Tillsammans med Pers Hans Olsson släppte han skivan Bockfot!!!, vilken blev mycket populär, och han blev snabbt känd för sin skicklighet, och som en ödmjuk utvecklare av spelmanstraditionen i Dalarna. Ett längre samarbete hade han med gruppen Visor och Bockfot som också innehöll Jeja Sundström, Stefan Demert och Sid Jansson. De turnerade av och till under nästan hela 1970-talet, men endast delar av det samarbetet finns på någon skiva. Ett kortare samarbete med Merit Hemmingson finns däremot utgivet. Under samma period blev han också mer engagerad i skivbolaget Sonets folkmusikutgivning, och många skivor kom ut som resultat av samarbetet med ljudteknikern Gert Palmcrantz. För radion medverkade han också 1980 i barnprogrammen Spelmans sagor tillsammans med Ulla Danielsson. 1986 tilldelades han Zornmärket i guld. Första skivan i eget namn kom ut först 1987, efter att ha medverkat som studiomusiker flera år på många andras skivor. Första och enda skivan helt solo kom ut 10 år senare, 1997. 
Efter ett års studier vid Konstfackskolan i Stockholm samt studier vid Åke Pernbys målarskola 1957–1962 var Ståbi vid sidan av musiken verksam som konstnär. Han arbetade med måleri i akvarell och olja samt teckning, huvudsakligen aktstudier och landskap. Han genomförde en studieresa till Spanien 1965. Han ställde ut tillsammans med sin släkting Timm Zorn på Zornmuseet i Mora 1965. Han medverkade i samlingsutställningar i bland annat Färila och Ljusdal tillsammans med Solveig Norrman. 
Han hade fram till sin död en garanterad inkomst på minst fem prisbasbelopp (cirka 214 000 kr år 2009) per år från svenska staten genom den statliga inkomstgarantin för konstnärer. Björn Ståbi var också ledamot av Hälsinge Akademi.

### Privatliv
Ståbi var son till ingenjören och spelmannen Erik Ståbi och Eva Maria Nilsson samt är far till poeten Anna Ståbi och sångaren Kersti Ståbi. Han var sonson till Anders Zorns halvsyster Mejt Skeri och Per Ståbi. Länge bodde Ståbi utanför Korskrogen i Hälsingland, där han och hans hustru Viveka skapade en egen spelmansstämma i grannbyn Hovra, med kurser för blivande folkmusikanter. Björn Ståbi är gravsatt i askgravlunden på Färila kyrkogård.

## Diskografi
Björn Ståbi medverkar med fiol på följande skivor. Dessa är vad som finns registrerade i SMDB per 2020-12-22.
- 1967 – Spelmanslåtar från Dalarna (med Ole Hjorth i Orsa-låtarna). Sonet SLP-16. Återutg. 2001 på 014 241-2
- 1969 – Folk Fiddling from Sweden: Traditional Fiddle Tunes from Dalarna (med Ole Hjorth). Nonesuch Explorer H 72033
- 1970 – Visor och låtar med herr T och hans spelmän. Torgny Björk, Ole Hjorth, Björn Ståbi. ScanDisc SCLP S 120. Återutg. 1973 på YTF EFG 50140
- 1970 – Bockfot!!! (med Pers Hans Olsson). Sonet SLP-2514. Återutg. 2001 på 014 251-2

- 1971 – Marsch på er alla pannkakor. Stefan Demert, Jeja Sundström. Sonet SLP-2030

- 1972 – Spelmansstämma i Delsbo. (utökade Skäggmanslaget). Sonet SLPD-2039
- 1972 – Ingica. Monica Törnell. Philips 6316 017
- 1972 – Trollskog, mer folkmusik på beat. Merit Hemmingson. Columbia 062-34604. Återutg. 1992 på Emidisc 4750192
- 1973 – Bergtagen - Gäst hos Bergatrollen. Merit Hemmingson, Folkmusikgruppen. Emidisc 062-34888
- 1973 – Siv-Inger. Columbia 062-34891
- 1973 – Bodalåtar i Laggar Anders kök. Laggar Anders m fl. Sonet SLP-2047. Äv. producent. Återutg. 2001 på 014 254-2
- 1973 – Rallarvisor. Pierre Ström. YTF EFG-7357
- 1974 – Jag sjunger ej om kungar, jag sjunger ej om mord. Hai & Topsy. YTF EFG-501 6 112. Äv. producent.
- 1974 – Med rötter i medeltiden. Carin Kjellman, Ulf Gruvberg. Sonet SLP-2049
- 1975 – Svenska dragspelare. Haga Jonas, Hjärp Erik. YTF EFG-501 7 071. Äv. på Sonet SLP-2067. Äv. producent.
- 1976 – På Palmes tid. Pierre Ström. YTF-50173
- 1976 – Kika digga ding. Sveriges Radio RELP-1245
- 1977 – Pilvedsflöjt och Hednaskri (med Kalle Almlöf och Örebro kammarorkester). Odeon 062-35189
- 1977 – Låtar till svenska bygdedanser, vol 1. Med Pers Hans m fl. Sonet SLP-2060. Äv. producent. Återutg. 2001 på 014 256-2

- 1977 – Tre spelmän (med Pers Hans Olsson och Kalle Almlöf). Sonet-SLP-2066. Äv. producent. Återutg. 2001 på 014 259-2

- 1978 – Låtar till svenska bygdedanser, vol 2. Med Pers Hans m fl. Sonet-SLP-2069. Äv. producent. Återutg. 2001 på 014 260-2

- 1979 – Ångbåtsmusik live ombord på SS Blidösund. Med Pers Hans & Kalle Almlöf. Roslagen RLP-001
- 1980 – Du spelman–Folkmusik hemma hos. Sveriges Radio SRLP-1341
- 1981 – Kalle Almlöf. Amigo AMLP-704
- 1981 – Jiddische Arbeiter- und Widerstandslieder. Hai & Topsy. Folkfreak FF-2002
- 1982 – Arne Ljusberg föredrar Alf Henrikson. Sonet SLP-2087
- 1983 – Länge leve livet. Fjedur, Bengt Hallbergs orkester. Four Leaf Clover FLC-5067
- 1983 – Setes-Dalarna. M Röjås, K Bråten-Berg, B Ståbi, P Gudmundson, G Stubseid. Four Leaf Clover FLC-5078
- 1983 – Visor under rocken. Torgny Björk. YTF-50146
- 1984 – Folknöjet. Sid Jansson presenterar. Sveriges Radio SRLP-1412
- 1986 – Splitternya visor - Nils Ferlin. Ewert Ljusberg. RCA PL-71178. Återutg. 2002 på E & A Productions BECD-1
- 1986 – Jiddische Lieder 2. Hai & Topsy. Folkfreak FF-402003

- 1987 – Här är gudagott att vara. Med Per Gudmundson, Kalle Almlöf, Kirsten Bråten-Berg. Amigo AMLP-716

- 1989 – När som gräset det vajar. Lena Willemark. Amigo AMLP-722. Återutg. 1992 på AMCD-722

- 1993 – Katten och andra visor. Stefan Demert, Jeja Sundström. Spice 9301. Återutg. 2003 på Gazell GAFCD-1062

- 1995 – Pers Hans Olsson och Björn Ståbi. Giga GCD-25
- 1996 – Dragspela. Bengan Janson med Per Gudmundson, Kalle Moraeus m fl. Start Klart SKRCD-44. Äv. producent.
- 1997 – Orsalåtar. Giga GCD-35
- 1998 – Orsa spelmanslag 50 år. Giga GCD-42
- 1999 – Nåra (med gruppen Nåra: Gunnel Mauritzson och Bengan Janson)

- 2001 – Ola & Per. Ola Bäckström, Per Gudmundson. Sonet 014 267-2. Äv. producent.
- 2001 – Swedish Wedding Tunes. Lisa Rydberg. Sonet 014 268-2
- 2003 – Östbjörka. Lisa Rydberg. Gazell GAFCD-1065

- 2004 – Flöde (med Per Gudmundson)
- 2004 – Min koffert. Monica Söderberg. Tongång AWCD-55

- 2005 – Aftonro. Allan Edwall (insp. 1991–95) med Bengan Janson. National NATCD-056
- 2006 – Om (med gruppen Nåra: Gunnel Mauritzson och Bengan Janson

- 2007 – Lyckovalsen (med Bengan Janson)
- 2009 – Movitz (med Mikael Samuelson och Bengan Janson)
- 2009 – Springspåret (med Bengan Janson)
- 2009 – Vallmusik i Dalhalla

Följande skivor har Björn Ståbi producerat, ensam eller ihop med andra, utöver de som nämns i diskografin:
- 1973 – Spelmanslåtar från Skåne. Assar Bengtsson, Nils Hellborg, Helge Holmquist. Sonet SLP-2041. Återutg. 2001 på 014 246-2
- 1973 – Låtar på klarinett, spilåpipa, kohorn och lur spelad i ursprunglig miljö. Walter Ramsby. Sonet SLP-2043. Återutg. 2001 på 014 252-2
- 1973 – Låtar från Ore. Pål Olle & Nils Agenmark. Sonet SLP-2044. Återutg. 2001 på 014 253-2
- 1975 – Spelmanslåtar från Värmland. Lindroth & Isakson / Åsell & Gustavsson. Sonet SLP-2051. Återutg. 2001 på 014 247-2
- 1975 – Spelmanslåtar från Södermanland. Sonet SLP-2052. Återutg. 2001 på 014 248-2
- 1976 – Blôk sta’. Iggesundsgänget. Sonet SLP-2059
- 1976 – Ekor Anders. Sonet SLP-2054. Återutg. 2001 på 014-255-2
- 1976 – Folk och Rackare. YTF-50240
- 1978 – Hörrgårdsblandning. Iggesundsgänget. Sonet SLP-2613
- 1979 – Spelman från Rättvik. Pers Hans Olsson. Sonet SLP-2076. Återutg. 2001 på 014 262-2
- 1980 – Nya a(i)nfall af Iggesundsgänget. Otyg IGG-80
- 1980 – Östbjörkalåtar. Göras Anders, Leif Göras. Sonet SLP-2081. Återutg. 2001 på 014 264-2
- 1980 – Låtar från Rättvik, Boda och Bingsjö. Börtas Hans, Rolf Lundgren. Sonet SLP-2082. Återutg. 2001 på 014 265-2
- 1982 – Spelmanslåtar från Västerbotten. Elsa Siljebo, Carl Wiklund, Sören Johansson m fl. Sonet SLP-2085. Återutg. 2001 på 014 249-2
- 1996 – Kalla kårar. Bingsjö-gänget
- 2001 – Långt jässbôd. Erik Hjärp. Giga GCD-52
- 2001 – Folk tunes from Jämtland. Lekstulaget, Olle Falk m.fl. Sonet 014 250-2

Dessutom var han exekutiv producent för de 9 övriga återutgivna skivorna i Sonet Folk Series, även de som initialt producerats av andra, totalt 29 CD.